# Politieke ecologie
Politieke ecologie staat voor een brede waaier van politiek en economisch denken over ecologisme.  Soms wordt het woord ook gebruikt voor het (economisch) programma van de groene partijen.
Over de uitdagingen en de doelstellingen is men het over het algemeen eens. Het is in feite dubbel. Ten eerste moet de economie zo ingericht worden dat rekening gehouden wordt met de schaarste aan natuurlijke rijkdommen; dat kan zowel over petroleum als over kabeljauw in de Noordzee gaan. Ten tweede moeten problemen van afval en vervuiling opgelost worden: de schroothoopeconomie moet een kringloopeconomie worden.
Bij de vraag waarop dat in zijn werk moet gaan, botst men opnieuw op de aloude meningsverschillen in de economie. Aan het ene uiterste is er een liberale strekking die zegt dat de markt de schaarste wel zal ondervangen met hogere prijzen, en dat milieuhinder vooral een kwestie is van duidelijke (juridische) afspraken en aansprakelijkheidsregelingen.   Aan het andere uiterste is er een dirigistische strekking die vreest dat de aarde afstevent op grote overbevolking en grote tekorten, die alleen vreedzaam kunnen worden geregeld met een uiterst solidaire schaarste-economie.  Sommige zien de productie en de distributie terugkeren naar meer kleinschalige en meer autarchische markten, anderen zien een verdere ontwikkeling naar een geglobaliseerde economie, zij het dan een anders geglobaliseerde wereld.
Het is dus niet vanzelfsprekend over een globaal groen economisch model te  spreken, tenzij men consequent voor een van de uitersten kiest: groen-links of groen-rechts. Een van de weinige pogingen om deze keuze te vermijden en toch een consistent programma op te bouwen was het Economisch Congres van de Vlaamse groene partij Agalev, Mechelen 1985.  Voor meer toelichting, zie het artikel over het Economisch Congres van Mechelen.
Zonder een volledig model uit te werken is het uiteraard mogelijk concrete programma’s aan te wijzen, waarvan kan aangenomen worden dat ze beantwoorden aan de eerder genoemde groene uitdagingen en doelstellingen.  Ecologisten van verschillende strekkingen zullen zich vaak vinden in programma’s van energiebesparing, ontwikkeling van zuinige energieën, bescherming van bossen, bergen en wereldzeeën, accijnzen of milieuheffingen op minder gewenste activiteiten enerzijds, prijssubsidies of ondersteuning van milieuvriendelijker activiteiten anderzijds. Daar eindigt soms al de eensgezindheid, omdat niet duidelijk is wat het meest belastend is voor het milieu: een aardgascentrale om elektriciteit op te wekken of een kerncentrale.

## Enkele denkers in de politieke ecologie
- Murray Bookchin
- Jacques Ellul
- Edward Goldsmith
- Félix Guattari
- Ivan Illich
- Hans Jonas
- Arne Næss
- Élisée Reclus
- Philippe Van Parijs